# Luis León Sánchez Gil
Luis León Sánchez Gil (Mula, 24 de novembre de 1983) és un ciclista espanyol, professional des del 2004 fins al 2023, quan va debutar a l'equip Liberty Seguros.
Els seus inicis en el món de l'esport foren en el futbol, jugant al Muleño CF, fins que va fer el canvi pel ciclisme, sent una promesa des de ben petit. El seu germà Pedro León segueix lligat al futbol, jugant actualment al Real Valladolid de la Primera Divisió de la lliga espanyola de futbol.
La seva principal especialitat és la contrarellotge, especialitat en la qual el 2008, 2010, 2011 i 2012 aconseguí el Campionat d'Espanya. En el seu palmarès també destaquen quatre etapes al Tour de França, el 2008, el 2009, el 2011 i el 2012.
El 2015 va guanyar la medalla d'or en ruta i la de bronze en contrarellotge a la primera edició del Jocs Europeus.

## Palmarès
- 2003
  - Vencedor d'una etapa de la Volta a Extremadura
- 2004
  - Vencedor d'una etapa de la Clàssica d'Alcobendas
  - Vencedor d'una etapa de la Volta a Astúries
- 2005
  - 1r al Tour Down Under i vencedor d'una etapa
  - Vencedor d'una etapa de la Clàssica d'Alcobendas
- 2006
  - 1r de la classificació dels joves de la París-Niça
- 2007
  - 1r a la Challenge de Mallorca
  - Vencedor d'una etapa de la París-Niça
- 2008
  -  Campió d'Espanya de contrarellotge
  - Vencedor d'una etapa del Tour de França
  - Vencedor d'una etapa de la París Niça
- 2009
  - 1r del Tour del Mediterrani
  - 1r de la París Niça i vencedor d'una etapa
  - Vencedor d'una etapa del Tour de França
  - Vencedor d'una etapa de la Volta al País Basc
  - Vencedor d'una etapa del Tour du Haut-Var
- 2010
  -  Campió d'Espanya de contrarellotge
  - 1r a la Clàssica de Sant Sebastià
  - 1r al Circuit de La Sarthe i vencedor d'una etapa
  - Vencedor d'una etapa del Tour Down Under
  - Vencedor d'una etapa de la Volta a l'Algarve
- 2011
  -  Campió d'Espanya de contrarellotge
  - Vencedor d'una etapa al Tour de França
- 2012
  -  Campió d'Espanya de contrarellotge
  - 1r a la Clàssica de Sant Sebastià
  - Vencedor de 2 etapes al Tour de Romandia
  - Vencedor de la 14a etapa al Tour de França
  - Vencedor d'una etapa de la París Niça
  - Vencedor d'una etapa a la Volta a Castella i Lleó
- 2013
  - Vencedor d'una etapa de la Volta a Bèlgica
  - Vencedor d'una etapa del Tour de l'Ain
- 2014
  - Vencedor d'una etapa de la Tropicale Amissa Bongo
  - Vencedor d'una etapa de la Volta a Castella i Lleó
- 2015
  - Medalla d'or als Jocs Europeus en ruta
- 2016
  - Vencedor d'una etapa a la Volta al País Basc
  - Vencedor d'una etapa a la Volta a l'Algarve
- 2017
  - 1r al Gran Premi Bruno Beghelli
- 2018
  - 1r a la Volta a Múrcia
  - Vencedor d'una etapa al Tour dels Alps
  - Vencedor d'una etapa al Tour d'Almati
- 2019
  - 1r a la Volta a Múrcia i vencedor d'una etapa
  - Vencedor d'una etapa a la Volta a Suïssa
- 2020
  -  Campió d'Espanya en ruta
  - Vencedor d'una etapa a la Volta a Múrcia
- 2021
  - 1r a la Clàssica d'Ordizia

### Resultats al Tour de França
- 2005. 108è de la classificació general
- 2008. 60è de la classificació general. Vencedor de la 7a etapa
- 2009. 26è de la classificació general. Vencedor de la 8a etapa
- 2010. 11è de la classificació general
- 2011. 57è de la classificació general. Vencedor de la 9a etapa
- 2012. 64è de la classificació general. Vencedor de la 14a etapa
- 2016. 48è de la classificació general
- 2018. Abandona (2a etapa)
- 2019. No surt (17a etapa)
- 2020. 32è de la classificació general
- 2022. 14è de la classificació general
- 2023. No surt (5a etapa)

### Resultats a la Volta a Espanya
- 2006. Abandona (11a etapa)
- 2007. 72è de la classificació general
- 2010. 10è de la classificació general
- 2011. 53è de la classificació general
- 2013. Abandona (14a etapa)
- 2014. 56è de la classificació general.  1r del Gran Premi de la Muntanya
- 2015. 33è de la classificació general
- 2016. 26è de la classificació general
- 2017. 32è de la classificació general
- 2019. 23è de la classificació general
- 2020. No surt (16a etapa)
- 2022. 16è de la classificació general
- 2023. 61è de la classificació general

### Resultats al Giro d'Itàlia
- 2015. 35è de la classificació general
- 2017. 43è de la classificació general
- 2018. 25è de la classificació general
- 2021. 33è de la classificació general
- 2023. 24è de la classificació general